# Аргайл анд Бют
Аргайл анд Бют (на английски: Argyll and Bute, шотландски Earra-Ghaidheal agus Bòd) е една от 32-те области в Шотландия. Граничи с областите Западен Дънбартъншър, Пърт анд Кинрос, Стърлинг и Хайланд.

## Населени места
Някои от населените места в областта са:
| Населени места                                                 | Карта |
| -------------------------------------------------------------- | ----- |
| - Инвърари - Калгари - Оубън - Порт Елън - Хелънсбърг - Родсей |       |